# Elskovsbarnet (film fra 1914)
 For alternative betydninger, se Elskovsbarnet. (Se også artikler, som begynder med Elskovsbarnet)
Elskovsbarnet er en stumfilm instrueret af Einar Zangenberg.

## Medvirkende
- Anton de Verdier som Paul Harder
- Edith Buemann Psilander som Paul Harders kone
- Ellen Rassow som Karen Bang
- Ingeborg Skov som Carl, Karens søn
- Elna From som Kludekræmmer-kone